# Cristoforo Roncalli

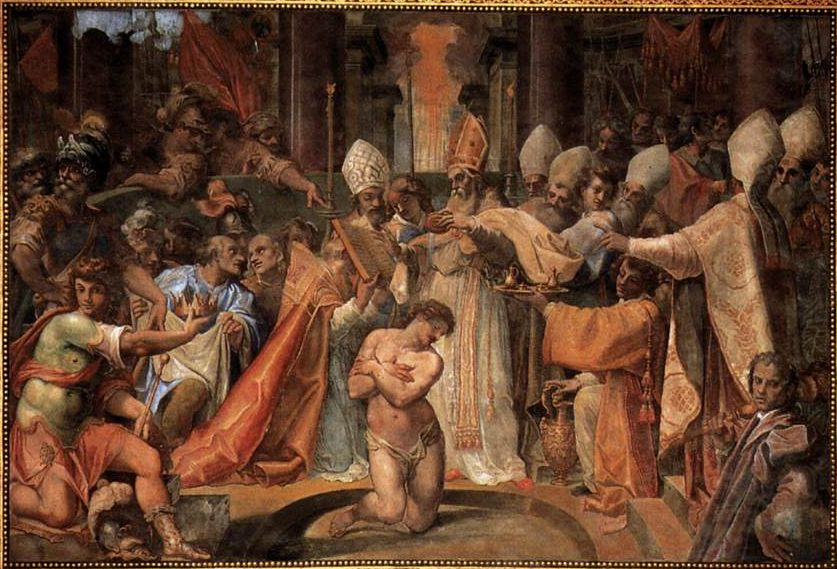
Christoforo Roncalli, Chrzest Konstantyna

Cristoforo Roncalli (ur. w 1552 w Pomarance, zm. 1626 w Rzymie) – włoski malarz tworzący w okresie manieryzmu i wczesnego baroku. Był jednym z trzech artystów znanych pod przydomkiem Il Pomarancio.
Roncalli urodził się w Pomarancio, mieście położonym w pobliżu Volterry. Początkowo kształcił się w Toskanii, a od 1578 roku przebywał w Rzymie, gdzie doskonalił się w warsztacie Niccolò Circignaniego, również znanego jako Pomarancio. Większość fresków stworzył właśnie tam, choć przez dziesięć lat (1605–1610) pracował w Loreto, gdzie ozdobił freskami nową zakrystie sanktuarium Santa Casa. W Rzymie zdobił kopułę kościoła San Silvestro in Capite. Jego dziełem jest również polichromia oratorium Santissimo Crocifisso, malowidło Chrzest Konstantyna zdobiące transept bazyliki św. Jana na Lateranie, a także projekty mozaik w watykańskiej kaplicy Klementyńskiej. Jednym z jego najbardziej znanych uczniów był Alessandro Casolano ze Sieny.
Bibliografia
- "Macerata e il suo territorio: la Pittura" by Giuseppe Vitalini Sacconi

Romano Cordella, "Norcia e territorio"
- Sydney Joseph Freedberg (1978). Pintura en Italia, 1500-1600. Editorial Cátedra, Madrid. ISBN 84-376-0153-3, páginas 664-665.
  - The Grove Dictionary of Art, MacMillan Publishers (2000).